# Rick Barry
Richard Francis Dennis Barry III "Rick Barry" (Elizabeth, Nova Jersey, 28 de març de 1944), és un exjugador de bàsquet estatunidenc, que va destacar en la dècada dels 70. Fou nominat un dels 50 millors jugadors de la història de l'NBA elaborada l'any 1996.
Va jugar com a professional tant en l'NBA com en l'ABA, i és l'únic jugador de la història que ha liderat en una temporada la classificació de màxims anotadors en ambdues lligues, així com en la Lliga Universitària NCAA.

## Trajectòria esportiva

### Universitat
Barry va jugar amb la samarreta dels Hurricanes de la Universitat de Miami entre els anys 1963 i 1965. En la seva última temporada com universitari, va aconseguir unes sorprenents estadístiques de 37,4 punts i 18,3 rebots, assolint ser el màxim anotador nacional. La seva samarreta és una de les dues úniques que ha retirat el seu college.

### Professional
Va ser triat en la quarta posició de la primera ronda del draft pels San Francisco Warriors. en el seu primer any com professional va ser triat Rookie de l'any al fer una mitjana de 25,7 punts i 10,6 rebots per partit. en el seu segon any va ser triat millor jugador de l'All-Star Game, i en aquesta mateixa temporada va ajudar al seu equip a arribar a les finals de l'NBA on van perdre contra els Philadelphia 76ers. Després d'aquestes dues fructíferes temporades, i al no arribar a un acord econòmic amb els propietaris de l'equip, Barry va decidir fer les maletes i anar-se'n a la lliga rival, l'ABA, on els Oakland Oaks li van oferir un contracte més ampli.
En el seu únic any en aquest equip va aconseguir, promitjant més de 30 punts per partit, el títol de campió de l'ABA, però la seva fama de fatxenda, amb declaracions més que polèmiques, va fer que el traspassessin als Washington Caps i d'aquí als New York Nets. Després de quatre anys en la lliga de la pilota tricolor, va decidir tornar a l'NBA al seu equip original, ja sota la denominació de Golden State, amb els quals va conquistar, en 1975, el seu únic títol de l'NBA en una màgica temporada en la qual va acabar com a líder en la classificació de tirs lliures i robatoris de pilota. Va ser nomenat, a més, MVP de les finals.
En 1979 va ser traspassat als Houston Rockets a canvi de John Lucas, i allà discorrerien els seus dos últims anys com a professional.

## Equips
- San Francisco Warriors 1965-1966
- Oakland Oaks (ABA), 1968
- Washington Caps (ABA), 1969
- New York Nets (ABA), 1970-1971
- Golden State Warriors 1972-1977
- Houston Rockets 1978-1979

## Premis
- Rookie de l'any el 1966
- Líder d'anotació de l'NBA el 1967, amb 35,6 punts per partit.
- Líder d'anotació de l'ABA el 1969, amb 34,0 punts per partit.
- Millor percentatge de tirs lliures en l'NBA en 6 ocasions, i altres 3 en l'ABA
- 8 vegades All Star (MVP el 1967)
- Triat en el millor quintet de l'NBA en 5 ocasions
- Nomenat un dels 50 millors jugadors de la història el 1996
- Membre del Basketball Hall of Fame des de 1987